# Sebastián Battaglia
Sebastián Alejandro Battaglia (Santa Fe, 8 novembre 1980) è un allenatore di calcio ed ex calciatore argentino, di ruolo centrocampista.

## Carriera

### Giocatore

#### Club
Inizia la carriera nel 1998 nel settore giovanile del Boca Juniors. Esordisce il 31 maggio 1998 e in breve tempo diventa un calciatore fondamentale per la squadra, di cui veste la maglia per cinque anni e mezzo.
Nel gennaio 2004 viene prelevato in comproprietà dal Villarreal per 2,8 milioni di euro. Veste la maglia del club spagnolo in 43 occasioni in un anno e mezzo, senza brillare anche a causa di un infortunio che lo costringe ad uno stop di sei mesi.
Nel luglio 2005 torna, per 1,8 milioni di dollari, al Boca Juniors, di cui diviene poco dopo il capitano. Nel 2006 è costretto a saltare quasi tutto l'anno solare a causa di una pubalgia. Tornato in campo nel 2007, partecipa alla vittoriosa Coppa Libertadores e nel dicembre dello stesso anno gioca la finale della Coppa del mondo per club persa contro il Milan. Titolare dal 2008 al 2011, nei primi mesi del 2011 è costretto a un nuovo intervento chirurgico per un problema alla caviglia. Torna a giocare l'11 dicembre 2011 e vince il campionato argentino, diventando il giocatore più titolato della storia del Boca Juniors, con 18 trofei, al pari di Guillermo Barros Schelotto. Si ritira dall'attività agonistica il 7 gennaio 2013.

#### Nazionale
Nel 2003 esordisce con la maglia della nazionale argentina, con cui colleziona in tutto 10 presenze, l'ultima delle quali nel 2009.

### Allenatore
Il 20 marzo 2018 viene nominato allenatore dell'Almagro, in Primera B Nacional, subentrando in panchina al dimissionario Alfredo Grelak alla ventunesima giornata di campionato. Viene esonerato l'11 maggio, non avendo conseguito la promozione. Una settimana dopo, viene nominato vice-allenatore del Banfield, dove affianca il tecnico Julio César Falcioni. Dal gennaio 2020 all'agosto 2021 è allenatore della squadra riserve del Boca Juniors.
Nel luglio 2021 viene chiamato a rimpiazzare temporaneamente Miguel Ángel Russo come allenatore della prima squadra, stante l'isolamento imposto alla prima squadra e allo stesso Russo per un caso di positività al coronavirus. Esordisce schierando, dunque, la squadra riserve (che aveva giocato il giorno prima) al posto della prima squadra e ottiene un pari a reti inviolate contro il Banfield. Nella successiva partita rimedia una sconfitta, prima del ritorno di Russo e della prima squadra. Il 17 agosto 2021, a seguito degli scarsi risultati ottenuti da Russo, viene richiamato alla guida della prima squadra in vista della settima giornata di campionato, stavolta in via definitiva. Nella Copa Argentina 2019-2020, disputata nel 2021 a causa della pandemia di COVID-19, raggiunge la finale, disputata l'8 dicembre seguente contro il Talleres (C). Nonostante l'espulsione di Juan Edgardo Ramírez, il club gialloblù riesce a mantenere lo 0-0 e a portare la sfida ai tiri di rigore, dove si impone per 5-4; Battaglia sale quindi a 18 trofei vinti con il Boca Juniors (conteggiando quelli vinti come giocatore e come allenatore), agganciando Guillermo Barros Schelotto. Non riuscendo ad imprimere la stessa impronta di squadra, vista con le riserve del club argentino, il suo operato inizia ad essere messo in discussione, la squadra non gioca bene e dopo alcuni risultati negativi, in particolare dopo il pari per 1-1 contro il Godoy Cruz, rischia seriamente di essere esonerato. Il giorno dopo dichiara di avere la forza necessaria per continuare e la scelta si rivela azzeccata. I risultati migliorano, la squadra gioca meglio, tanto da vincere un altro trofeo, battendo 3-0 in finale della Copa de la Liga Profesional il Tigre e qualificandosi come primo nel girone della Libertadores, chiudendo nel migliore dei modi il primo semestre dell’anno.
Tuttavia il 7 luglio 2022 viene esonerato dopo l'eliminazione agli ottavi di Libertadores per mano del Corinthians.

## Statistiche

### Presenze e reti nei club
| Stagione            | Squadra             | Campionato          | Campionato | Campionato | Coppe nazionali | Coppe nazionali | Coppe nazionali | Coppe continentali | Coppe continentali | Coppe continentali | Altre coppe | Altre coppe | Altre coppe | Totale | Totale |
| Stagione            | Squadra             | Comp                | Pres       | Reti       | Comp            | Pres            | Reti            | Comp               | Pres               | Reti               | Comp        | Pres        | Reti        | Pres   | Reti   |
| ------------------- | ------------------- | ------------------- | ---------- | ---------- | --------------- | --------------- | --------------- | ------------------ | ------------------ | ------------------ | ----------- | ----------- | ----------- | ------ | ------ |
| 1997-1998           | Boca Juniors        | PD                  | 1          | 0          | -               | -               | -               | -                  | -                  | -                  | -           | -           | -           | 1      | 0      |
| 1998-1999           | Boca Juniors        | PD                  | 4          | 0          | -               | -               | -               | CM                 | 3                  | 0                  | -           | -           | -           | 7      | 0      |
| 1999-2000           | Boca Juniors        | PD                  | 18         | 0          | -               | -               | -               | CL                 | 13                 | 0                  | -           | -           | -           | 31     | 0      |
| 2000-2001           | Boca Juniors        | PD                  | 19         | 0          | -               | -               | -               | CS                 | ?                  | ?                  | CInt        | 1           | 0           | 20+    | 0+     |
| 2001-2002           | Boca Juniors        | PD                  | 18         | 3          | -               | -               | -               | CL                 | 11                 | 0                  | -           | -           | -           | 29     | 3      |
| 2002-2003           | Boca Juniors        | PD                  | 24         | 3          | -               | -               | -               | CL+CS              | ?                  | ?                  | -           | -           | -           | 24+    | 3+     |
| 2003-gen. 2004      | Boca Juniors        | PD                  | 18         | 3          | -               | -               | -               | CL                 | ?                  | ?                  | CInt        | 1           | 0           | 19+    | 3+     |
| gen.-giu. 2004      | Villarreal          | PD                  | 15         | 0          | CR              | 2               | 0               | CU                 | 8                  | 0                  | -           | -           | -           | 25     | 0      |
| 2004-2005           | Villarreal          | PD                  | 14         | 0          | CR              | 1               | 0               | Int.+CU            | 6+3                | 0                  | -           | -           | -           | 24     | 0      |
| Totale Villarreal   | Totale Villarreal   | Totale Villarreal   | 29         | 0          |                 | 3               | 0               |                    | 17                 | 0                  |             | -           | -           | 49     | 0      |
| 2005-2006           | Boca Juniors        | PD                  | 18         | 0          | -               | -               | -               | CS+RS              | 4+2                | 1+0                | -           | -           | -           | 24     | 1      |
| 2006-2007           | Boca Juniors        | PD                  | 15         | 2          | -               | -               | -               | CL+CS              | 5+2                | 1+0                | CmC         | 2           | 0           | 24     | 3      |
| 2007-2008           | Boca Juniors        | PD                  | 30         | 1          | -               | -               | -               | CL+RS              | 12+2               | 2+1                | -           | -           | -           | 44     | 4      |
| 2008-2009           | Boca Juniors        | PD                  | 30         | 3          | -               | -               | -               | CS+CS              | 8+2                | 1+0                | -           | -           | -           | 40     | 4      |
| 2009-2010           | Boca Juniors        | PD                  | 10         | 2          | -               | -               | -               | -                  | -                  | -                  | -           | -           | -           | 10     | 2      |
| 2010-2011           | Boca Juniors        | PD                  | 19         | 1          | -               | -               | -               | -                  | -                  | -                  | -           | -           | -           | 19     | 1      |
| 2011-2012           | Boca Juniors        | PD                  | 1          | 0          | -               | -               | -               | CS+CS              | -                  | -                  | -           | -           | -           | 1      | 0      |
| Totale Boca Juniors | Totale Boca Juniors | Totale Boca Juniors | 225        | 18         |                 | -               | -               |                    | 64+                | 6+                 |             | 4           | 0           | 293+   | 24+    |
| Totale carriera     | Totale carriera     | Totale carriera     | 254        | 18         |                 | 3               | 0               |                    | 81+                | 6+                 |             | 4           | 0           | 342+   | 24+    |

### Cronologia presenze e reti in nazionale
| Cronologia completa delle presenze e delle reti in nazionale ― Argentina | Cronologia completa delle presenze e delle reti in nazionale ― Argentina | Cronologia completa delle presenze e delle reti in nazionale ― Argentina | Cronologia completa delle presenze e delle reti in nazionale ― Argentina | Cronologia completa delle presenze e delle reti in nazionale ― Argentina | Cronologia completa delle presenze e delle reti in nazionale ― Argentina | Cronologia completa delle presenze e delle reti in nazionale ― Argentina | Cronologia completa delle presenze e delle reti in nazionale ― Argentina |
| Data                                                                     | Città                                                                    | In casa                                                                  | Risultato                                                                | Ospiti                                                                   | Competizione                                                             | Reti                                                                     | Note                                                                     |
| ------------------------------------------------------------------------ | ------------------------------------------------------------------------ | ------------------------------------------------------------------------ | ------------------------------------------------------------------------ | ------------------------------------------------------------------------ | ------------------------------------------------------------------------ | ------------------------------------------------------------------------ | ------------------------------------------------------------------------ |
| 31-1-2003                                                                | San Pedro Sula                                                           | Honduras                                                                 | 1 – 3                                                                    | Argentina                                                                | Amichevole                                                               | -                                                                        | 46’                                                                      |
| 4-2-2003                                                                 | Los Angeles                                                              | Argentina                                                                | 1 – 0                                                                    | Messico                                                                  | Amichevole                                                               | -                                                                        | 48’                                                                      |
| 8-2-2003                                                                 | Miami                                                                    | Stati Uniti                                                              | 0 – 1                                                                    | Argentina                                                                | Amichevole                                                               | -                                                                        | 13’                                                                      |
| 9-10-2005                                                                | Buenos Aires                                                             | Argentina                                                                | 2 – 0                                                                    | Perù                                                                     | Qual. Mondiali 2006                                                      | -                                                                        |                                                                          |
| 12-10-2005                                                               | Montevideo                                                               | Uruguay                                                                  | 1 – 0                                                                    | Argentina                                                                | Qual. Mondiali 2006                                                      | -                                                                        | Ammonizione                                                              |
| 16-11-2005                                                               | Doha                                                                     | Qatar                                                                    | 0 – 3                                                                    | Argentina                                                                | Amichevole                                                               | -                                                                        |                                                                          |
| 18-6-2008                                                                | Belo Horizonte                                                           | Brasile                                                                  | 0 – 0                                                                    | Argentina                                                                | Qual. Mondiali 2010                                                      | -                                                                        | 83’                                                                      |
| 10-9-2008                                                                | Lima                                                                     | Perù                                                                     | 1 – 1                                                                    | Argentina                                                                | Qual. Mondiali 2010                                                      | -                                                                        | 16’ 74’                                                                  |
| 10-6-2009                                                                | Quito                                                                    | Ecuador                                                                  | 2 – 0                                                                    | Argentina                                                                | Qual. Mondiali 2010                                                      | -                                                                        |                                                                          |
| 12-8-2009                                                                | Mosca                                                                    | Russia                                                                   | 2 – 3                                                                    | Argentina                                                                | Amichevole                                                               | -                                                                        | 67’                                                                      |
| Totale                                                                   |                                                                          | Presenze                                                                 | 10                                                                       |                                                                          | Reti                                                                     | 0                                                                        |                                                                          |

## Palmarès

### Giocatore

#### Competizioni nazionali
- Campionato argentino: 7

Boca Juniors: Clausura 1999, Apertura 2000, Apertura 2003, Apertura 2005, Clausura 2006, Apertura 2008, Apertura 2011
- Coppa Argentina: 1

Boca Juniors: 2011-2012

#### Competizioni internazionali
- Coppa Libertadores: 4

Boca Juniors: 2000, 2001, 2003, 2007
- Coppa Intercontinentale: 2

Boca Juniors: 2000, 2003
- Coppa Intertoto UEFA: 1

Villarreal: 2004
- Coppa Sudamericana: 1

Boca Juniors: 2005
- Recopa Sudamericana: 3

Boca Juniors: 2005, 2006, 2008

#### Individuale
- Equipo Ideal de América: 1

2003

### Allenatore
- Copa Argentina: 1

Boca Juniors: 2019-2020
- Copa de la Liga Profesional: 1

Boca Juniors: 2022